# Etruskere
Etruskerne var et folkeslag, der levede i Etrurien i det nordlige Italien. Den etruskiske civilisation varede fra før 800 f.Kr. til efter 300 f.Kr., hvor kulturen blev assimileret i den romerske republik.
Etrurien lå mellem floderne Tiberen i syd, Arno i nord og Apenninerbjergene i øst. Det svarer nogenlunde til Toscana og Umbria i dag.

## Navn
Etruskerne kaldte sig selv rasenna ifølge den græske forfatter Dionysios af Halikarnassos. Grækerne kaldte
dem tyrsenoi eller tyrrhenoi (heraf betegnelsen det Tyrrhenske Hav). Romerne, som selv boede i lave hytter, bemærkede etruskernes bygninger i flere etager, opfattet som en art tårne, og kaldte dem derfor "tårnbyggerne", dvs. tursci eller tyrsenoi (heraf italiensk Toscana om regionen) forvansket til etrusci og deres land Etrūria. Tyrrhenske hav har ligeledes navn efter etruskerne.

## Oprindelse
Etruskernes oprindelse ses af det etruskiske sprogs oprindelse.
Der er to teorier: Den ene hævder, at etruskerne var autoktone; at de i årtusinder havde boet i Italien. Den anden hævder, at etruskerne var indvandret fra Lydien ved det nordlige Ægæerhav.
Begge teorier går tilbage til oldtiden. Herodot (5. årh. f.Kr.) beretter således, at etruskerne kom fra Lydien (i det moderne vestlige Tyrkiet):
"Da Atys, søn af Manes, var konge, udbrød der stor hungersnød i hele Lydien. En tid lang holdt lyderne tålmodigt ud, men da den ikke holdt op, søgte de efter midler til at hjælpe på den, og de fandt både på det ene og det andet. Det var den lejlighed, at både de forskellige terningspil og boldspillet og alle de andre former for spil blev opfundet, med undtagelse af brætspillet; dét gør lyderne ikke krav på at have opfundet. Disse opfindelser anvendte de mod sulten på følgende måde. Den ene dag spillede de hele dagen igennem for ikke at mærke sulten, den næste lod de spillene ligge og spiste. På denne måde fortsatte de i atten år.
Da hungersnøden ikke hørte op, men snarere tiltog i styrke, delte deres konge hele det lydiske folk i to og afgjorde ved lodtrækning, hvem af dem, der skulle blive, og hvem der skulle drage ud af landet, og han satte sig selv i spidsen for den del, som loddet bestemte skulle blive; over dem, der skulle forlade det, satte han sin søn, Tyrsenos.
Den halvdel, som ved lodtrækning var bestemt til at forlade landet, drog så til Smyrna og byggede sig skibe, og efter at have bragt alt, hvad de havde af brugbart løsøre om bord, sejlede de ud for at finde et land, hvor de kunne leve. Da de havde rejst forbi mange folkeslag, kom de til slut til umbrierne, i hvis land de grundlagde byer og har boet siden da. Fra at have heddet lydere, ændrede de navn efter kongens søn, som havde anført dem, og idet de lod sig opkalde efter ham, fik de navn af tyrsenere." (overs. Hastrup og Hjortsø 1979)
Historikeren Hellanikos skal have ment, at etruskerne oprindelig var pelasgere, et urfolk, som de antikke historikere placerede forskellige steder i den græske verden, men også i Syditalien. Dionysios af Halikarnassos (1. årh. f.Kr.) polemiserer derimod kraftigt imod både pelasger- og lyder-tesen (Antiqu.Rom. 1.29-30):

Det ville dog være underligt, hvis krotonerne [i Syditalien] skulle havde det samme sprog som plakianerne, der bor ved Hellesponten, fordi de begge fra begyndelsen var pelasgere, men tyrrhenerne, der bor tættest på krotonerne ikke har det samme sprog. For hvis man mener, at et fælles sprog skyldes en fælles oprindelse, så må det modsatte gøre sig gældende, når sproget er forskelligt. Man kan jo ikke forestille sig, at begge ting kommer af samme årsag. Det kan meget vel tænkes, at de, der har taget bolig langt fra hinanden, selv om de tilhører det samme folk, ikke længere bevarer den samme sprogform, fordi de omgås dem, der bor tæt på dem; men det er utænkeligt, at de, der bor i det samme land ikke skulle tale det samme sprog som hinanden, når de egentlig er beslægtet med hinanden. På baggrund af dette argument er jeg overbevist om, at pelasgerne er forskellige fra tyrrhenerne. For de har ikke det samme sprog, og man kan ikke sige, at selv om de ikke bruger et beslægtet sprog, så har de dog bevaret andre tegn på deres oprindelige fædreland. De dyrker nemlig ikke de samme guder og har ikke de samme lover og skikke som lyderne, og de adskiller sig for så vidt endnu mere fra lyderne end fra pelasgerne. De kommer sandheden nærmest, som siger, at tyrrhenerne ikke er indvandret nogetsteds fra, men er et indfødt folk, eftersom det viser sig at være ældgammelt og ikke at have det samme sprog og den samme kultur som noget andet.

Det lydiske sprog kendes gennem en række indskrifter, og der er ingen lighed mellem lydisk og etruskisk (lydisk tilhører den anatoliske gren af indoeuropæisk). Det pelasgiske sprog er derimod ikke kendt, og vi kan derfor ikke vurdere, om det var beslægtet med etruskisk eller ej. Der er fundet en etruskisk eller snarere etruskisklignende indskrift på øen Lemnos i det Ægæiske Hav, men det kan være, der er tale om en etruskisk koloni.
Etruskisk er derimod efter alt at dømme nært beslægtet med rætisk, et sprog, der blev brugt af rætierne, som beboede et område i Alperne, og som optræder i en række indskrifter (se Helmut Rix, Rätisch und Etruskisch, 1998). Det understøtter umiddelbart, at etruskisk har været talt i Italien i længere tid før vores tidligste kilder.
Denne diskussion er dog næppe relevant. I dag anser alle forskere etruskerne som et oprindeligt italisk folkeslag, men som et folkeslag hvis kulturelle udtryk i høj grad er blevet formet af mødet med andre folkeslag, især fønikerne og grækerne.
Da ca. 9.000 etruskiske indskrifter er bevarede til vor tid, skulle man tro, at kundskaben om sproget var god, men kun et dusin stykker af indskrifterne er længere end 25 ord. De fleste er rene inskriptioner fra grave, og ordene clan (= søn), svalce (= levede) og lupu (= er død) går derfor igen. Af samme grund er fortid den verbeform, vi kender bedst. Fortidsform blev på etruskisk dannet med endelsen -ce (c udtalt som k), så man fik svalce (= han levede), turce (= han gav), lupuce (= han døde) og mulvanice (= han tilegnede). Kasus-endelserne blev stablet oveni hinanden. Ordet unialthi bestod af navnet Uni (= hjemmets gudinde, der på latin hed Juno), fulgt af genitiv -al (= Junos) og derefter thi, (= indeni). Ordet kan altså oversættes med "i Junos [helligdom, tempel]".
På baggrund af data fra over 15.000 dna prøver, har man fastslået at etruskerne kom fra Lydien. Herodot fik alligevel ret.

## Civilisation
Etruskisk teknologi var generelt mere avanceret end deres naboers. Meget af det som anses for at være typisk romersk, som fx stenbuer, byplanlægning, kommunale anliggender som sanitet, veje med vejbelægning, akvædukter og kloakering var alle inspireret af etruskerne. De havde handel og kulturudveksling med de andre store folkeslag i middelhavsområdet, fx grækerne og fønikerne. Blandt romerne havde de ry for at være et fromt folkeslag og beholdt en vis status, når det gjaldt religion og spådomme. I år 14 sagdes Augustus' død at være varslet, da lynet slog ned i en af hans statuer og knuste det første bogstav i hans tilnavn, Cæsar. Det blev tolket som han havde hundrede (= romertal C) dage tilbage, før han blev forvandlet til en af aesar, det etrusiske ord for "guderne" – altså døde.

## Etruskiske byer omkring600 f.Kr.
| Etruskisk         | Latin      | Italiensk         |
| ----------------- | ---------- | ----------------- |
|                   | Arretium   | Arezzo            |
| Caisra            | Caere      | Cerveteri         |
| Clevsin           | Clusium    | Chiusi            |
| Curtun            | Cortona    | Cortona           |
| Perusna           | Perusia    | Perugia           |
| Fufluna / Pupluna | Populonia  |                   |
|                   | Veii       | Isola Farnese     |
| Tarchna           | Tarquinii  | Tarquinia-Corneto |
| Vetluna           | Vetulonia  |                   |
| Felathri          | Volaterrae | Volterra          |
| Velzna            | Volsinii   | Bolsena           |
| *Velch            | Volci      | Vulci             |

## Nogle etruskiske regenter
- Osiniu (Chiusi) ca. 1100 f.Kr.
- Mezentius ca. 1100 f.Kr. ?
- Lausus (Cerveteri)
- Tyrsenos
- Velsu ca. 800 f.Kr.
- Larthia (Cerveteri)
- Arimnestos (i Arimnus)
- Lars Porsena (Cerveteri) ca. 600 f.Kr.
- Thefarie Velianas (Cerveteri) ca. 500 f.Kr.-400 f.Kr.
- Aruns (Chiusi) ca. 500 f.Kr.
- Volumnius (Veii) ca. 437 f.Kr.
- Lars Tolumnius (Veii) ca. 428 f.Kr.

Ny Carlsberg Glyptotek er berømt for sin samling af materialer fra Etrurien.

## Eksterne links
- Fra Engelsk Wikipedia: This article incorporates some information taken from www.hostkingdom.net with permission
- mysteriousetruscans.com Arkiveret 31. marts 2005 hos  Wayback Machine, introduction Arkiveret 10. marts 2005 hos  Wayback Machine Citat: "... Reflections on the Etruscan Civilization. By Graziano Baccolini...it is the Etruscans, coming from the East, who are the true founders of our European culture, for both good and bad aspects...many ancient insignias of the Orient handed down to the Romans from Etruscan leaders and priests...the new Roman religion snatched the symbols of the Etruscan civilization but denied the so-called pagan origin of it all...Unfortunately our culture has inherited the worse of the Etruscan religion as for example, the concept of infallibility, seconded by the Christian religion..."
  - Etruscan Engineering and Agricultural Achievements Arkiveret 11. februar 2013 hos  Wayback Machine Citat: "...The rituals of Etruscan religion have much in common with the ancient Sumerian and later Akkadian civilisations...The Etruscans had a deep knowledge of Hydrology and hydraulics...incredibly detailed knowledge of the local geology..."The masterpiece of their hydraulic know-how," says Mario Lopes Pegna, "was their abolition of the periodic scourge of floods in the lower reaches of the Po. This was a gigantic undertaking. Accomplished by digging a whole network of coordinated canals, and at the same time damming the river with caissons or brushwood. much further afield...other branches of knowledge, including metallurgy and dentistry to give two examples...The Etruscans were the first to tackle and solve the problem of land improvement, and did so by a series of technical operations so ingenious as to arouse admiration even in our days. A complicated skillfully constructed network of canals collected surplus and stagnant water throughout Etruria and Latium..."
  - www.etrusker.dk Arkiveret 22. november 2003 hos  Wayback Machine